# Theridion macuchi
Theridion macuchi là một loài nhện trong họ Theridiidae.
Loài này thuộc chi Theridion. Theridion macuchi được Herbert Walter Levi miêu tả năm 1963.